# Долматово (Кічменгсько-Городецький район)
Долма́тово (рос. Долматово) — присілок у складі Кічменгсько-Городецького району Вологодської області, Росія. Входить до складу Городецького сільського поселення.

## Населення
Населення — 18 осіб (2010; 20 у 2002).
Національний склад (станом на 2002 рік):
- росіяни — 100 %